# Pachycarpus lebomboensis
Pachycarpus lebomboensis är en oleanderväxtart som beskrevs av D.M.N. Smith. Pachycarpus lebomboensis ingår i släktet Pachycarpus och familjen oleanderväxter. Inga underarter finns listade i Catalogue of Life.